# Loterie nationale (Belgien)
 For alternative betydninger, se Loterie nationale. (Se også artikler, som begynder med Loterie nationale)
Nationale Loterij eller Loterie Nationale er Belgiens største lotterivirksomhed. De Nationale Loterij blev 16. juli 2002 til et statsejet aktieselskab (nv).
Det første lotteri blev afholdt i 1934 som Koloniale Loterij. Siden 4. februar 1978 har de Nationale Loterij organiseret lotterispillet Lotto.